# Harry Hatch

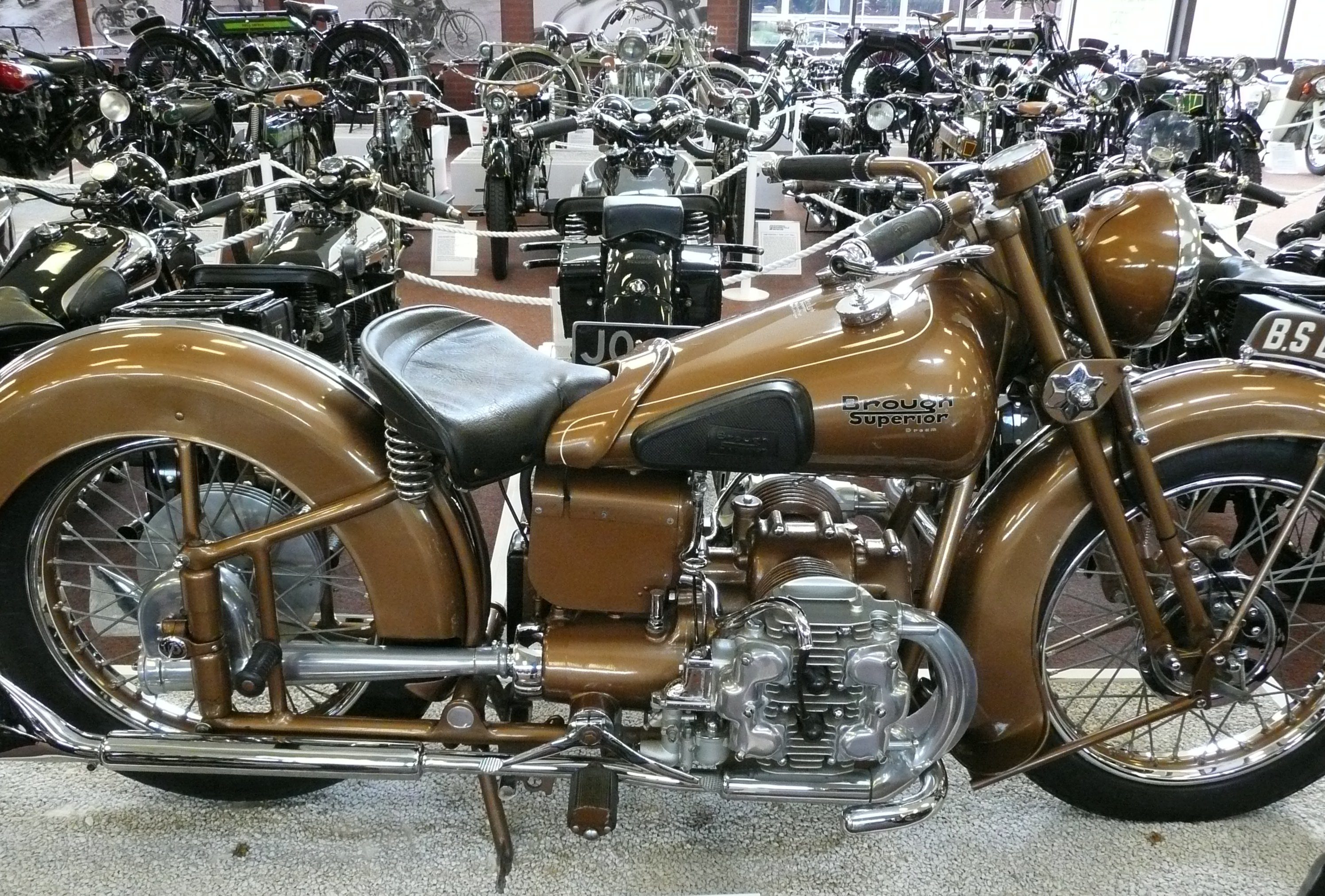
Brough Superior Golden Dream

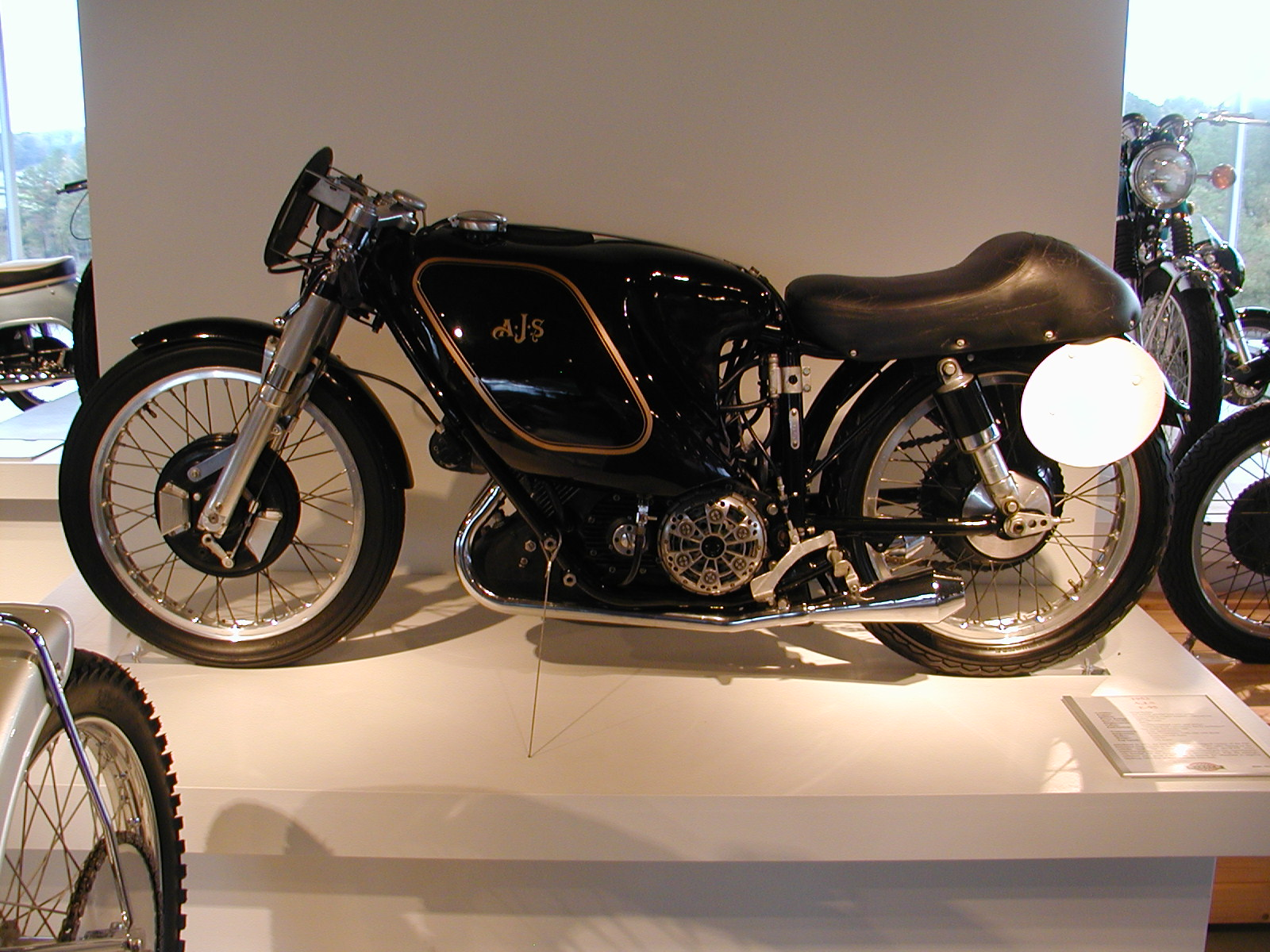
AJS E95

Harry J. ("Ike") Hatch was een Brits constructeur van motorfietsen in de jaren dertig, -veertig en -vijftig.
Harry Hatch kreeg zijn opleiding bij JAP maar ging in 1933 werken voor Blackburne waar hij de motor voor de Excelsior Mechanical Marvel racer ontwikkelde. Daarmee bereikten de fabriekscoureurs Henry Tyrell-Smith en Ginger Wood goede resultaten. In 1935 bouwde hij de Francis-Barnett Stag en in 1938 tekende hij samen met Freddie Dixon de ingewikkelde H-motor van de Brough Superior Dream. Tijdens de Tweede Wereldoorlog lagen de ontwikkelingen van motorfietsen in het Verenigd Koninkrijk vrijwel stil. Hatch ging in 1952 naar Associated Motor Cycles, waarin de merken AJS, Matchless en Sunbeam verenigd waren. Daar kreeg hij de opdracht de AJS E90 "Porcupine" fabrieksracer te verbeteren. Hij wijzigde de cilinderhoek van de machine en verlaagde het zwaartepunt door de zadeltank te verlagen. Rod Coleman werd met die machine (De AJS E95) vierde in het wereldkampioenschap. In hetzelfde jaar voorzag hij de 350cc AJS 7R productieracer van een nieuwe cilinderkop met drie kleppen waardoor de fabrieksracer AJS 7R3 ontstond. Deze machine had ook twee nokkenassen, waarbij die van de uitlaatklep dwars was geplaatst en die voor de uitlaatkleppen in de lengterichting. In 1954 won Pierre Monneret de Grand Prix van Frankrijk en Rod Coleman won de Junior TT. Eind 1954 werden er 13 snelheidsrecords met de AJS 7R 3A gevestigd. Vlak voor zijn dood in 1954 ontwierp Harry Hatch nog de AJS 7R 3B, die eigenlijk eenvoudiger was omdat de bovenliggende nokkenassen waren vervangen door stoterstangen. Die motor werd door bezuinigingen bij AMC niet voltooid. 